# Les Amis de la Pologne (czasopismo)
„Les Amis de la Pologne” (Przyjaciele Polski) – francuskojęzyczne czasopismo poświęcone sprawom polskim, ukazujące się we Francji w latach 1919–1940.
Pismo było organem towarzystwa o tej samej nazwie, założonego przez Rosę Bailly, którego prezesami honorowymi byli m.in. Joseph Joffre, Ferdinand Foch, Maxime Weygand. Stanowiło jedno z głównym źródeł informacji o Polsce dla prasy francuskiej. Redagowali je sami Francuzi. Istotną rolę odgrywało po wrześniu 1939, stając się rzecznikiem przyjaźni polsko-francuskiej i podtrzymując przyjazne nastawienie do Francji wśród Polaków. W czasopiśmie ukazał się m.in. manifest piętnujący zbrdnie niemieckie w Polsce, podpisany przez francuskich intelektualistów, jak Georges Duhamel, Emile Picard, Jules Romains, Paul Valéry. Pismo ukazywało się do czasów kampanii francuskiej w czerwcu 1940.